# Machaeropteris synaphria
Machaeropteris synaphria är en fjärilsart som beskrevs av Edward Meyrick 1922. Machaeropteris synaphria ingår i släktet Machaeropteris och familjen äkta malar. Inga underarter finns listade i Catalogue of Life.